# Poecilochorema complexum
Poecilochorema complexum là một loài Trichoptera thuộc họ Hydrobiosidae. Chúng phân bố ở miền Australasia.